# Dainville-Bertheléville
Dainville-Bertheléville è un comune francese di 161 abitanti situato nel dipartimento della Mosa nella regione del Grand Est.

## Società

### Evoluzione demografica
Abitanti censiti